# Sergio Cortés
Sergio Esteban Cortés Ortiz (Antofagasta, 11 de enero de 1968) es un extenista y entrenador chileno. Fue el «chileno mejor clasificado» en las temporadas de 1989, 1992 y 1993. Fue jugador del equipo chileno de Copa Davis en 1990 y de 1993 a 1996. De sus doce partidos en este torneo, ganó siete y cayó en cinco.

## Títulos (4)

### Individuales (3)
| Leyenda                |
| Grand Slam (0)         |
| Tennis Masters Cup (0) |
| ATP Masters Series (0) |
| ATP Tour (0)           |
| Challengers (3)        |

| N.º                       | Fecha                  | Torneo              | Superficie    | Oponente en la final        | Resultado   |
| ------------------------- | ---------------------- | ------------------- | ------------- | --------------------------- | ----------- |
| 1.Derecho,revés con slice | 4 de diciembre de 1989 | Sao Paulo-5, Brasil | Tierra batida | Francisco Yunis (Argentina) | 6-4 6-3     |
| 2.                        | 3 de agosto de 1992    | Lieja, Bélgica      | Tierra batida | Bart Wuyts (Bélgica)        | 6-7 6-3 6-4 |
| 3.                        | 17 de agosto de 1992   | Ginebra, Suiza      | Tierra batida | Filip Dewulf (Bélgica)      | 6-7 6-2 6-4 |

### Finalista en individuales (6)
- 1988: Salou (pierde ante Mark Koevermans)
- 1992: Santiago (pierde ante Marcelo Ingaramo)
- 1993: Bochum (pierde ante Mikael Pernfors)
- 1993: Bogotá (pierde ante Mauricio Hadad)
- 1994: Merano (pierde ante Fabrice Santoro)
- 1996: Pilzen (pierde ante Dominik Hrbaty)

### Dobles (1)
| Leyenda                |
| Grand Slam (0)         |
| Tennis Masters Cup (0) |
| ATP Masters Series (0) |
| ATP Tour (0)           |
| Challengers (1)        |

| N.º | Fecha               | Torneo          | Superficie    | Pareja                           | Oponentes en la final                       | Resultado   |
| --- | ------------------- | --------------- | ------------- | -------------------------------- | ------------------------------------------- | ----------- |
| 1.  | 25 de julio de 1994 | Poznań, Polonia | Tierra batida | Martin Blackman (Estados Unidos) | João Cunha-Silva / Emanuel Couto (Portugal) | 6-7 7-5 7-5 |